# ニガクサ
ニガクサ（苦草、学名：Teucrium japonicum）はシソ科ニガクサ属の植物の1種。木陰に生え、夏に淡紅色の花の穂をつける。

## 特徴
多年生の草本。茎は立ち上がって高さ30-70cmになり、時に下向きの細毛がある。地下に細長い走出茎を伸ばす。葉は卵状楕円形から広披針形で長さは5-10cm、幅は2-3.5cmあり、先端は尖る。茎の断面は四角く、葉は対生し、葉の縁には不揃いな鋸歯がある。
花期は7-9月で、茎の先端に花序を集中させる。花序は細長い総状花序で長さ3-10cm。萼は筒状で長さ4mm程度、5歯があるが上歯は歯先がやや尖り、また表面には腺毛が無くて短毛のみがある。花は淡紅色で長さ10-12mm。花弁は唇弁だけがあるように見えるが、これは上唇に当たる部分が大きく深く左右に裂け、またその裂片が小さいために唇弁基部に上向きの突起がある風にしか見えないためで、これはこの属の特徴にもなっている。雄蘂は4本あってこの上唇の裂け目から上に突き出している。
萼が開花期にふくれて虫こぶとなることがある。これはカメムシ目グンバイムシ科に属する昆虫であるヒゲブトグンバイ(Copium japonicum)によるものであり、ニガクサツボミフクレフシと呼ばれる 。
ちなみに噛んでも苦くはない。和名の意味はやはり苦い草であるが、そう記している牧野も苦くない旨を記しており、この名の矛盾に関しては何も述べていない。

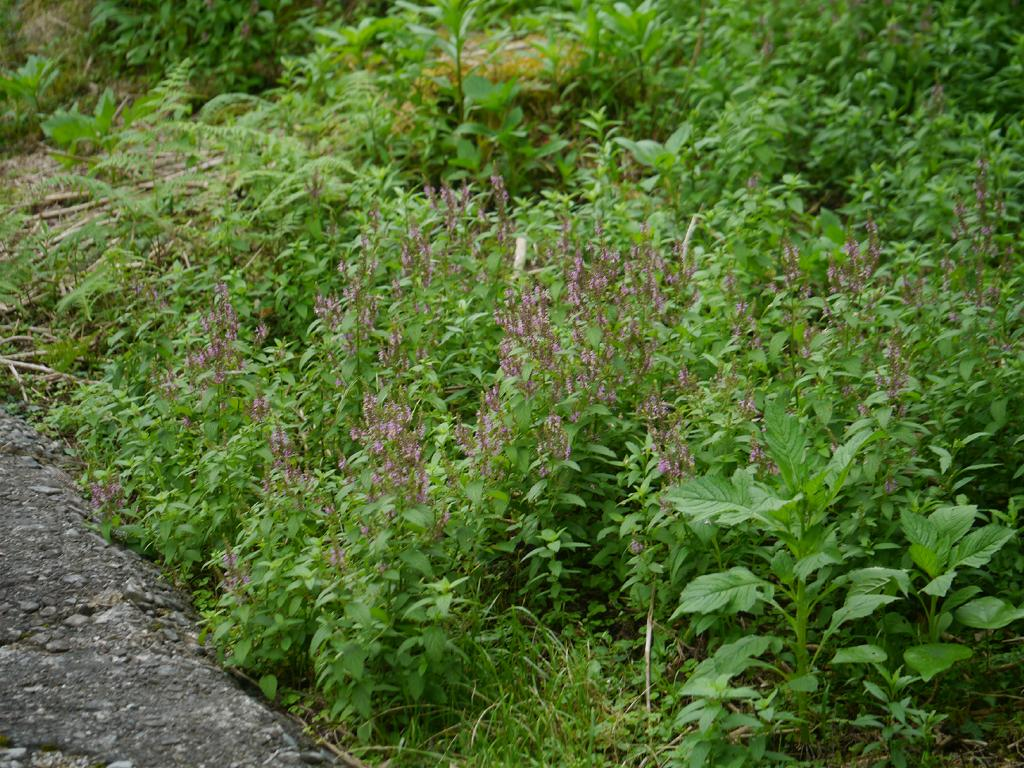
群落の様子
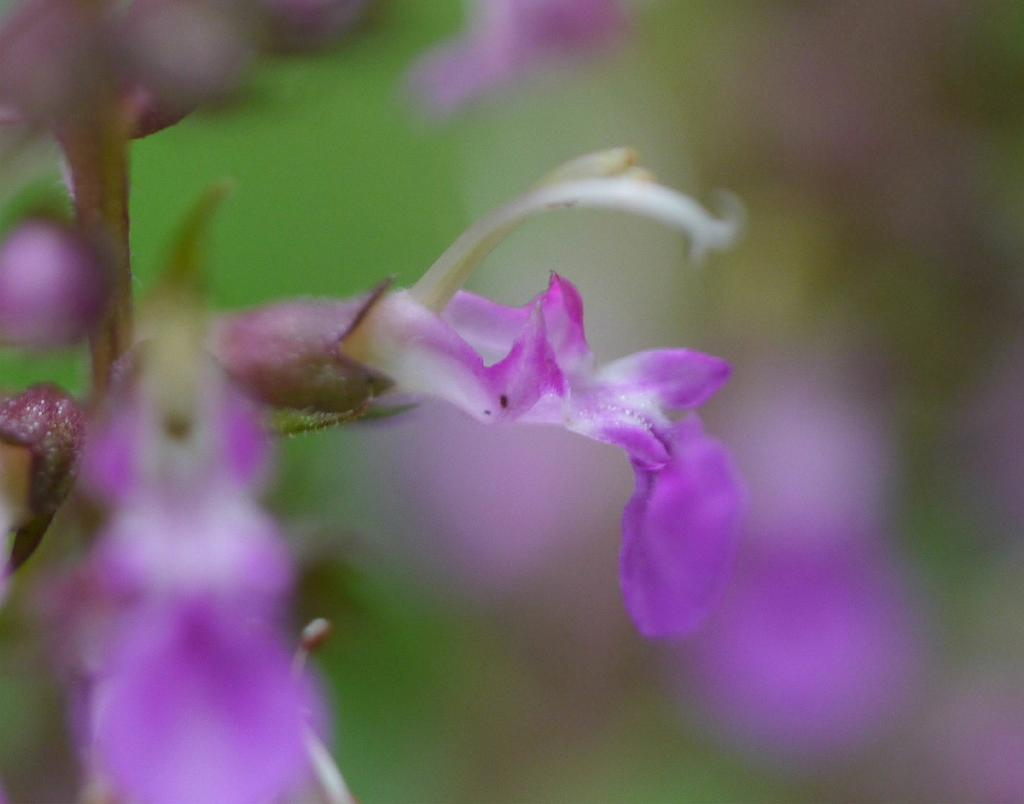
花の拡大
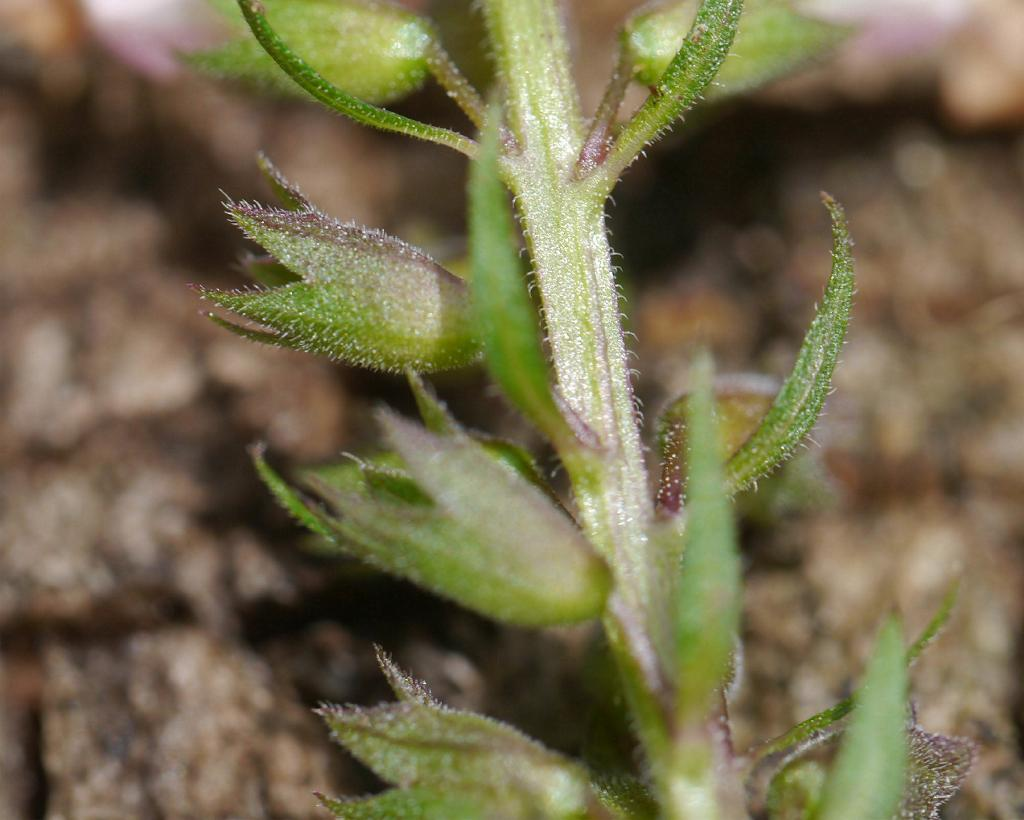
萼の様子
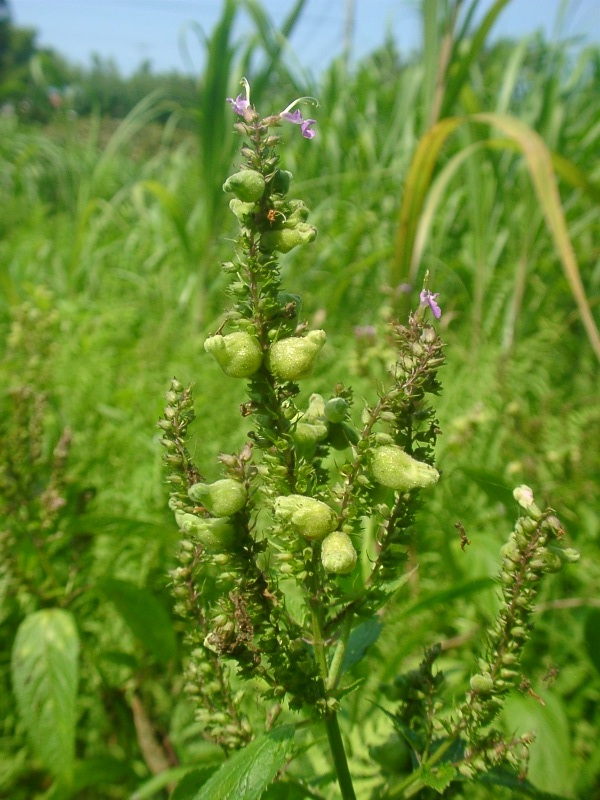
虫こぶ（ニガクサツボミフクレフシ）

## 分布と生育環境
北海道から琉球列島に分布し、国外では朝鮮、中国に分布する。山野の水辺など、湿った地に多く見られる。

## 近縁種
本種の属するニガクサ属は世界に約100種あるが日本には4種のみがある。この内のエゾニガクサ T. veronicoides とテイネニガクサ T. teinensis は葉や茎に荒い毛がある点で区別出来る。またこの2種は分布も北に偏っている。ツルニガクサ T. viscidum は本種と分布も重なり、よく似ているがこの種では萼片に腺毛が多い。